# Franz Albert Jüttner

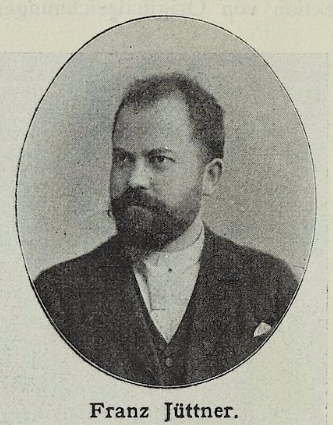
Franz Albert Jüttner (1897)

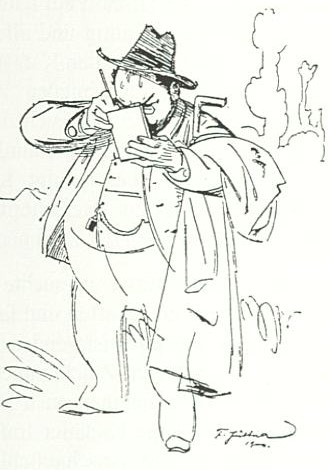
Selbstkarikatur

Franz Albert Jüttner (häufig auch nur Franz Jüttner, * 23. April 1865 in Lindenstadt (poln. Lipowiec) bei Birnbaum, Posen; † 1. Mai 1926 in Wolfenbüttel) war ein deutscher Illustrator, Zeichner und Karikaturist. Er war Mitarbeiter des Kladderadatsch und nach Gründung der Lustigen Blätter 1896 deren meistgedruckter Zeichner.

## Leben
Jüttner wurde als Sohn eines Böttchers geboren. Nach seiner Schulzeit arbeitete er zunächst als Zeichner beim Kreisbaumeister in Birnbaum. 1880 übersiedelte er nach Berlin, wo sein älterer Bruder lebte. Nach kurzer Tätigkeit als Dekorationsmaler und reproduzierender Vorzeichner in einer lithographischen Anstalt bildete er sich unter Ludwig Burger zum Illustrator aus, war als Zeichner und Karikaturist jedoch im Wesentlichen Autodidakt. Seinen Durchbruch als Karikaturist erlebte er in den 1880er Jahren. Er avancierte zu einem der „Starzeichner“ der Berliner Lustigen Blätter. Bald war er in praktisch jeder Ausgabe mit teils ganzseitigen, farbigen Zeichnungen vertreten. Jüttner gründete eine Familie und lebte weiterhin in Berlin. Der erhoffte Erfolg auch als Künstler, d. h. als Maler, blieb ihm jedoch verwehrt. Während des Ersten Weltkrieges erlitt er 1917 eine schwere Krise, in deren Folge er bis 1918 längere Zeit nicht bzw. kaum zeichnete. Auf ärztlichen Rat hin zog er noch am 1. Oktober 1918 samt Familie ins ruhige Wolfenbüttel. Hier war er ein angesehenes Mitglied der Gesellschaft. Franz Jüttner starb überraschend am 1. Mai 1926.

## Werk

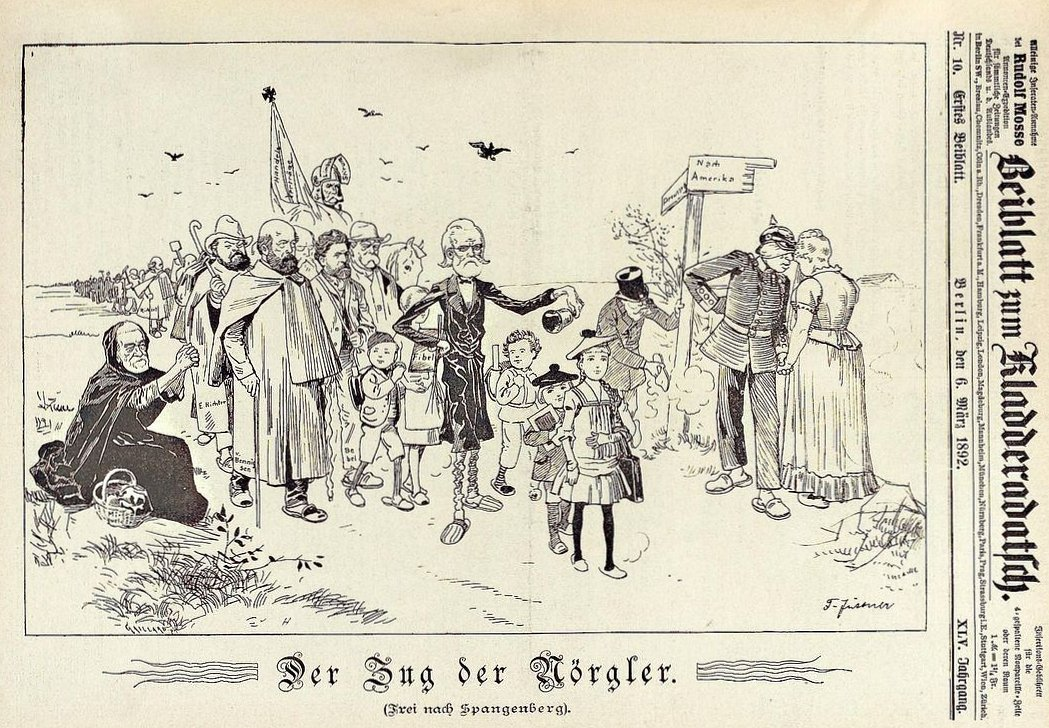
Der Zug der Nörgler

Seine ersten Arbeiten erschienen im Dorfbarbier und als Illustrationen von Romanen und Jugendbüchern. Mit einer einjährigen Tätigkeit bei der Zeitschrift Berliner Wespen wendete Jüttner sich der politischen Karikatur zu. „In seiner immer maßvollen, gutmütig humorvollen Art hat der Vielbeschäftigte alle Ereignisse der wilhelminischen Epoche glossiert und eine große Reihe von Charakterköpfen mit dem Stift festgehalten.“
1887 bis 1892 lieferte Jüttner Beiträge für den Kladderadatsch und 1887 bis 1917 für die Lustigen Blätter; daneben arbeitete er auch für die Fliegenden Blätter.
Eine seiner erfolgreichsten Zeichnungen war Der Zug der Nörgler, die einen entsprechenden Ausspruch Kaiser Wilhelms II. bei einer Tischrede 1892 karikierte: „Es ist ja leider jetzt Sitte geworden, an allem, was seitens der Regierung geschieht, herumzumäkeln. Doch wäre es besser, daß die mißvergnügten Nörgler lieber den deutschen Staub von ihren Pantoffeln schüttelten und sich unseren elenden und jammervollen Zuständen entzögen. Ihnen wäre dann geholfen, und uns täten sie einen großen Gefallen.“ Jüttner setzte dies meisterhaft um, indem er all jene, die eben – mit guten Gründen – am Status quo im Deutsche Reich etwas „herumzumäkeln“ hatten, auf dem Weg „hinaus“ zeigte. Impliziert wurde: Wenn alle, wie vom Kaiser gewünscht, gehen würden, wäre keiner seiner Untertanen mehr da… Gleichzeitig war diese Karikatur eine Persiflage auf des Malers Gustav Spangenberg Zug des Todes.
Während des Ersten Weltkrieges zeichnete Jüttner hunderte von Propaganda-Karikaturen für die Lustigen Blätter. Diese Tätigkeit endete jedoch abrupt mit seinem Zusammenbruch 1917.
Nach seiner Genesung und bis Kriegsende sowie danach verlegte Jüttner sich praktisch ausschließlich auf Szenen bieder-bürgerlichen Humors. Die Veränderungen im Stil im Laufe der 1920er Jahre konnte – oder wollte – er offenbar nicht im vollen Umfange mitmachen. Da die Nachkriegsinflation seine Ersparnisse vernichtet hatte, entwarf Jüttner zwischen 1920 und 1922 bestimmte Serien des Braunschweiger Notgeldes, die von Unternehmen, Banken oder Gemeinden zur Eigenfinanzierung herausgegebenen „Gutscheine“. So zeichnete er für Bad Harzburg, Lutter am Barenberge und Eschershausen. 1924 folgten Werbepostkarten, die er z. B. für die Braunschweigische Landessparkasse entwarf.

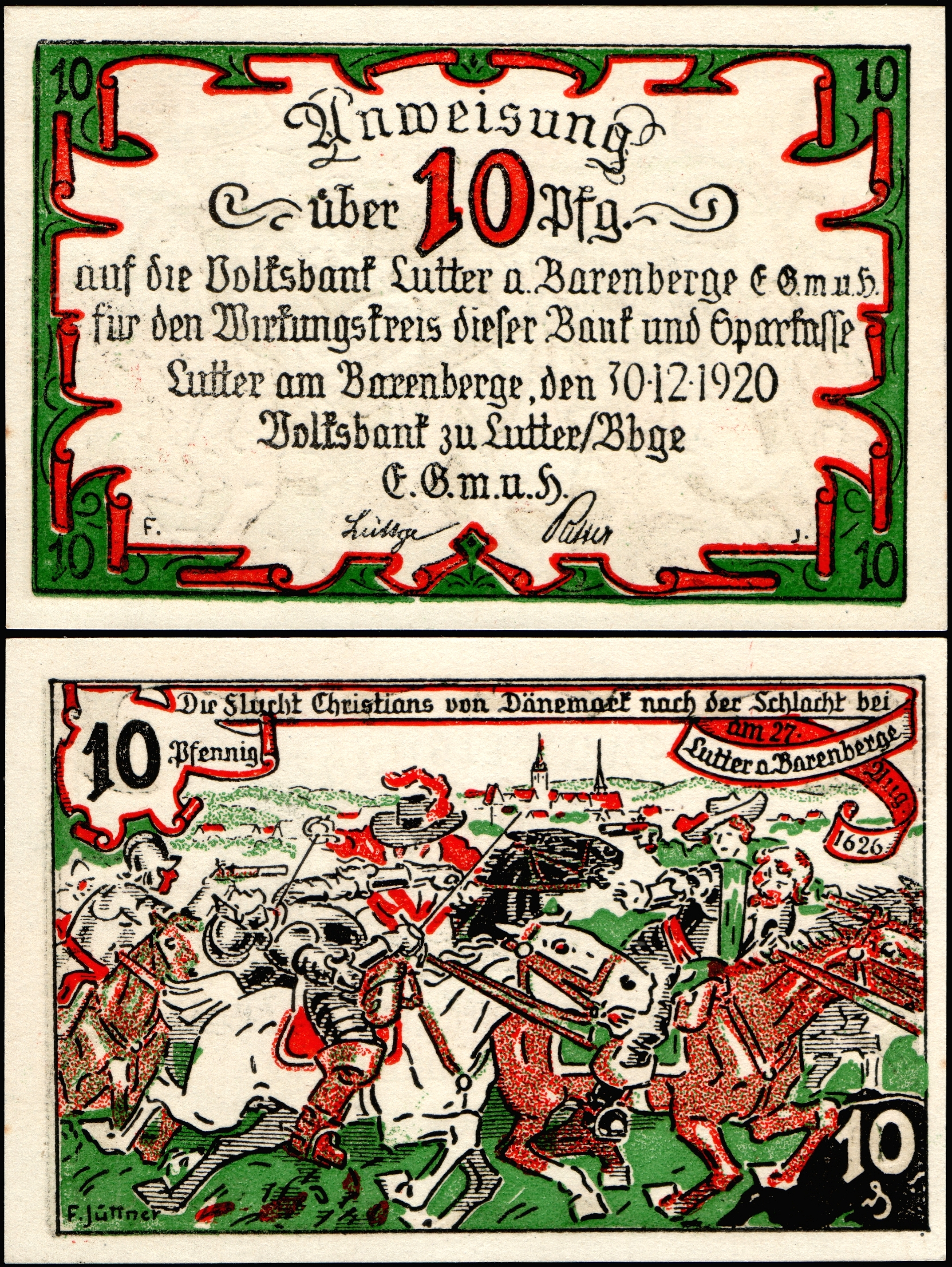
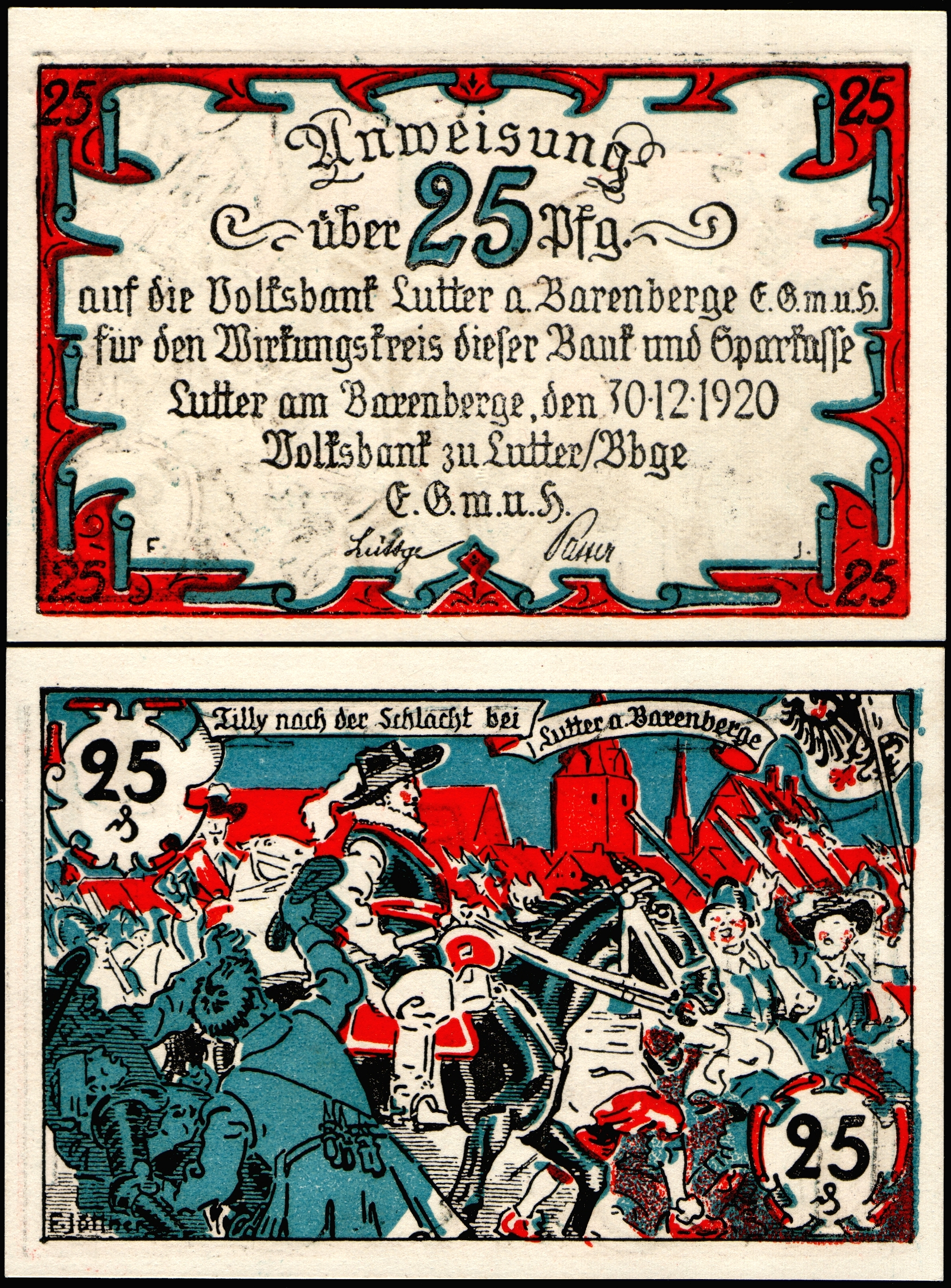
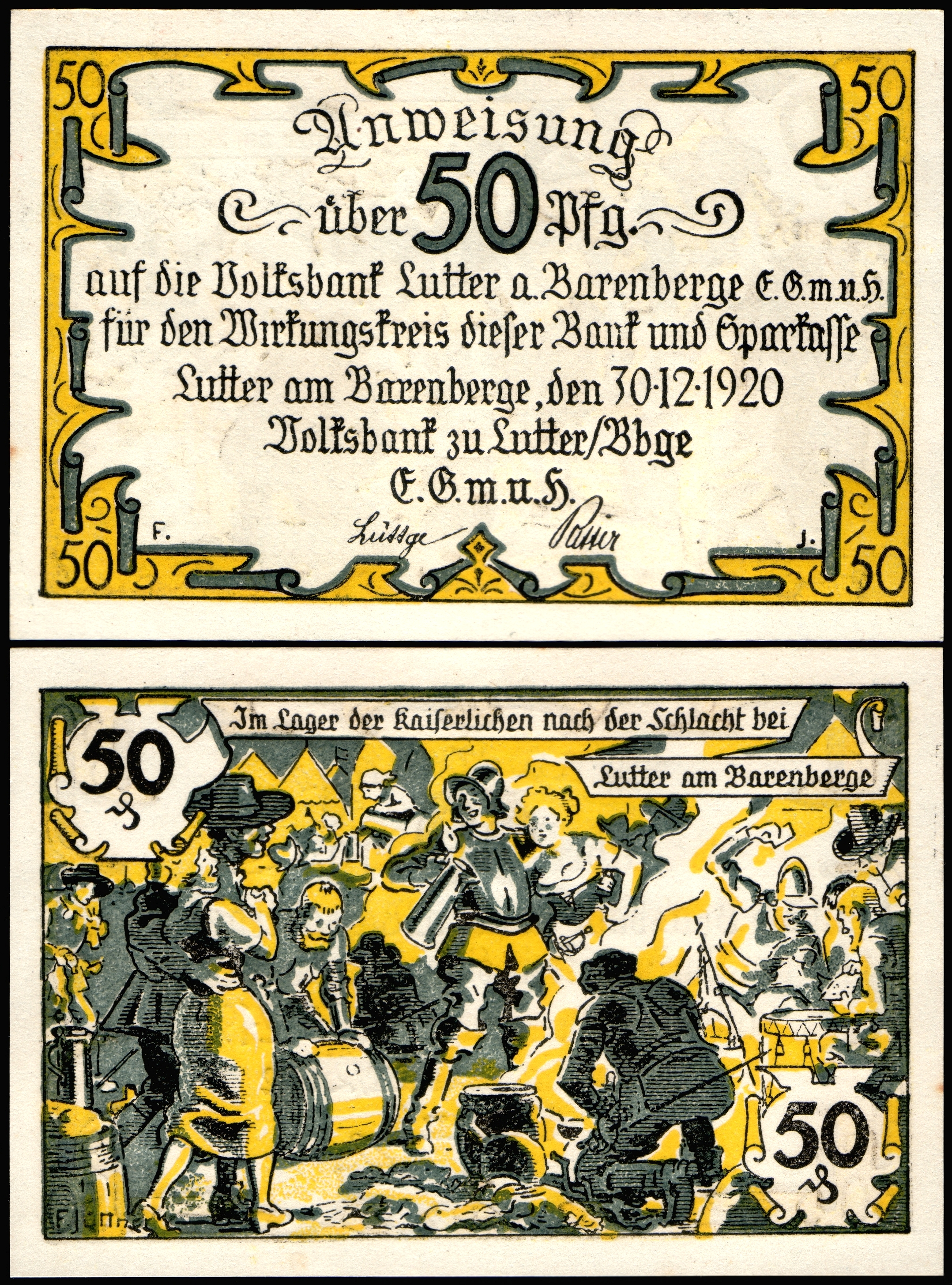

1925 ehrte Braunschweig den Künstler mit einer großen Werkschau in der Burg Dankwarderode.
Neben seinen wohl in die Tausende gehenden Karikaturen hinterließ Jüttner auch weitere künstlerische Werke. Er fertigte Ölgemälde und Zeichnungen, etwa für Kinderbücher oder Zigarettenbilder, aber auch Werbeplakate und Ähnliches. Dieser Aspekt seines Gesamtwerkes ist bisher (2019) weitgehend unerforscht.

## Rezeption
Nach seinem Tod geriet Jüttner weitestgehend in Vergessenheit. Erst 2018 wurde sein Leben und Schaffen in einem zusammenfassenden Artikel gewürdigt. Vom 31. Oktober 2018 bis zum 14. April 2019 zeigt dann das Schulmuseum Steinhorst eine Sonderausstellung zu Franz Jüttner. Unter dem Titel Weltenbrand und Karikatur: Franz Jüttner – ein Künstler kommentiert den Ersten Weltkrieg sind hier nie zuvor öffentlich gezeigte Originale seiner Propaganda-Karikaturen für die Lustigen Blätter aus den Jahren 1914 bis 1917 zu sehen. Es handelt sich um die erste öffentliche Ausstellung zum Werk Jüttners seit der Ausstellung 1925 in Braunschweig.